# Jagoda Marinić

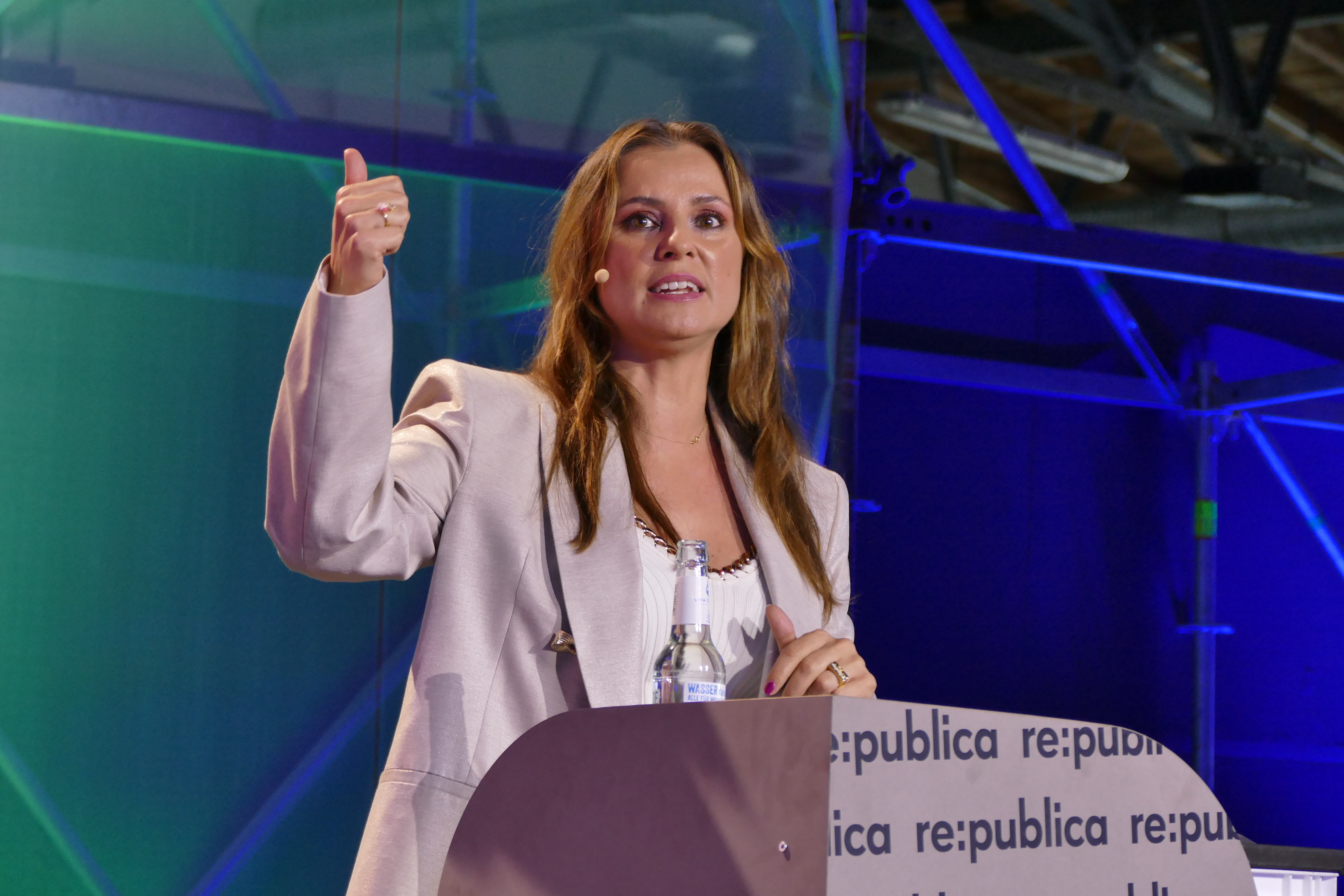
Jagoda Marinić auf der Re:publica 2024

Jagoda Marinić (* 20. September 1977 in Waiblingen) ist eine deutsche Schriftstellerin, Dramatikerin und Kolumnistin.

## Werdegang
Jagoda Marinićs Eltern sind kroatischer Herkunft. Sie stammen aus Dalmatien und wanderten als Gastarbeiter aus dem damaligen Jugoslawien nach Deutschland ein. Jagoda Marinić absolvierte ein Studium der Germanistik, Politikwissenschaft und Anglistik an der Universität Heidelberg. Im Alter von 20 Jahren erhielt sie die deutsche Staatsbürgerschaft. 1999 erhielt sie ein Hermann-Lenz-Stipendium und 2003 den Förderpreis der Kunststiftung Baden-Württemberg. Ihr erstes Buch mit Erzählungen, Eigentlich ein Heiratsantrag, veröffentlichte sie 2001, für ihren 2005 erschienenen Erzählband Russische Bücher wurde sie mit dem Grimmelshausen-Förderpreis ausgezeichnet. 2006 erschien ihr Romandebüt Die Namenlose. Marinić ist seit 2012 Mitglied des PEN-Zentrums Deutschland.
Im Juni 2007 trat Marinić unter achtzehn Teilnehmern beim 31. Wettbewerb um den Ingeborg-Bachmann-Preis in Klagenfurt an, wo sie ihren Text Netzhaut las.
Die Inszenierung des Theaterstücks Zalina, zu dem Marinić den Text schrieb, wurde im August 2007 mit dem „Exzellenzpreis“ für das „Beste Programm des Kulturhauptstadtjahres Hermannstadt 2007“ ausgezeichnet.
Neben Essays und Erzählungen verfasst Marinić Theaterkritiken und schreibt für die Frankfurter Rundschau, die taz und die Süddeutsche Zeitung. Seit Januar 2022 schreibt sie vierzehntäglich eine Kolumne im Stern. 2008 war sie Scout für den Heidelberger Stückemarkt, das Gastland war Kroatien.
Ihr Stück Wer war Kitty Genovese? wurde 2011 für den Leonhard-Frank-Preis nominiert. Marinić leitet regelmäßig Schreibworkshops für Kinder und Jugendliche. Von 2012 bis 2023 leitete sie das „Interkulturelle Zentrum“ in Heidelberg.
2016 erschien das Sachbuch Made in Germany – Was ist deutsch in Deutschland?, in dem sie sich mit der Identität Deutschlands als Einwanderungsland auseinandersetzt. Ihr Essayband Sheroes. Neue Held*innen braucht das Land (2019) fordert, Deutschland solle nicht länger „Zaungast in der wichtigsten feministischen Debatte der letzten Jahrzehnte“ sein.
Seit Mai 2021 moderiert Jagoda Marinić bei hr2-kultur den Podcast Freiheit Deluxe.
2023 übernahm Marinić die künstlerische Leitung des Internationalen Literaturfestivals Heidelberg. Seit Juni 2023 ist sie unter dem Motto „Newskaviar“ Moderatorin des Podcasts Apokalypse & Filterkaffee.
Marinić lebt in Heidelberg.

## Werke
- Eigentlich ein Heiratsantrag. Geschichten. Suhrkamp, Frankfurt am Main 2001, ISBN 3-518-45516-8.
- Russische Bücher. Erzählungen. Suhrkamp, Frankfurt am Main 2005, ISBN 3-518-41696-0.
- Die Namenlose. Roman. Nagel & Kimche, Zürich 2007, ISBN 978-3-312-00398-3.
- Restaurant Dalmatia. Roman. Hoffmann und Campe, Hamburg 2013, ISBN 978-3-455-40457-9.
- Gebrauchsanweisung für Kroatien. Piper Taschenbuch, München 2013, ISBN 978-3-492-27629-0.
- Made in Germany. Was ist deutsch in Deutschland? Hoffmann und Campe, Hamburg 2016, ISBN 978-3-455-50402-6.
- Sheroes. Neue Held*innen braucht das Land. S. Fischer, Frankfurt am Main 2019, ISBN 978-3-10-397453-9.
- Sanfte Radikalität. Zwischen Hoffnung und Wandel. S. Fischer, Frankfurt am Main 2024, ISBN 978-3-10-397674-8.

## Verstreute Veröffentlichungen
- Alles macht mich aus. Interview. In: Bella triste Nr. 19, Hildesheim 2007.

## Auszeichnungen
- 2022: Luise-Büchner-Preis für Publizistik[14]
- 2024: Bruno-Kreisky-Preis für das politische Buch: Anerkennungspreis für Sanfte Radikalität[15]
- 2025: Ernst-Toller-Preis[16]